# Armée du Nord (1870)
Armée du Nord war die Bezeichnung für eine französische Armee im Deutsch-Französischen Krieg von 1870/71.
Die Aufstellung begann unter dem Kommando des gerade zum Brigadegeneral beförderten Jean Joseph Farre, der bisher Kommandant der Festung Arras war. Farre blieb Stabschef der Armee, als General Charles Denis Bourbaki Anfang Oktober 1870 das Oberkommando übernahm. Als es kurz darauf zu Differenzen zwischen Bourbaki und Léon Gambetta kam, wurde General Bourbaki am 19. November zur Loirearmee abberufen und Farre übernahm wieder den Oberbefehl.
Am 5. Dezember traf General Louis Faidherbe in Lille ein und trat das Kommando über die Armée de Nord an, das ihm zwei Tage vorher übertragen worden war. Faidherbe blieb bis zum Waffenstillstand der Kommandeur der Armee.
Die Armee erhielt erheblichen Zulauf von Kriegsfreiwilligen, aber auch von den vielen Soldaten der Rheinarmee, die nach der Niederlage von Sedan über Belgien fliehen konnten.
Zur ersten Schlacht der Armee kam es am 28. November 1870 vor Amiens gegen die Verbände des preußischen Generals von Manteuffel. In den Tagen davor gab es verschiedenen Treffen von kleineren Einheiten. Bereits nach kurzem Kampf mussten sich die Franzosen zuerst in den Schutz der Festung von Amiens zurückziehen, dann aber die Stadt komplett räumen. Im Dezember 1870 wuchs die Stärke der Armee von ca. 35.000 auf ca. 50.000 Mann an. Damit versuchte Faidherbe, die belagerte Festung Péronne zu entsetzen. Seine Truppen mussten sich aber nach der Niederlage an der Hallue zurückziehen und wurden hierbei von der 15. Division bis nach Bapaume verfolgt.
In der folgenden Schlacht gelang es den Franzosen mit zwei kompletten Korps (acht Brigaden) jedoch nicht, die verfolgende deutsche Division (drei Brigaden) entscheidend zu schlagen. Nachdem in den folgenden Tagen die deutschen Truppen Verstärkung erhalten hatten und die Belagerungstruppen von Péronne frei geworden waren, kam es am 19. Januar 1871 zur Schlacht bei Saint-Quentin. Hierbei wurde die Nordarmee von den deutschen Truppen, die jetzt unter dem Kommando von General von Goeben standen, entscheidend geschlagen. Von ca. 40.000 Soldaten waren ca. 12.500 gefallen, verwundet oder in Gefangenschaft geraten. Da auch erhebliche Teile der Ausrüstung verloren gegangen waren, stellte die französische Nordarmee bis zum Waffenstillstand für die Deutschen keine Bedrohung mehr da.